# 双魁巷
双魁巷位于中国浙江省嘉兴市南湖区解放街道光明街（原洋关街）中段与闸前街交汇处，嘉兴旧城外东北部大运河畔，由绍兴人宋传箕置地兴建于1917年，传其原计划开设青楼，巷名隐喻“鸳鸯”和“一花双魁”，后因故未成，遂作民居。建筑群占地约1200平方米，由南楼、北楼和东楼组成，采用紧凑整齐的传统里巷式布局，兼有江南水乡巷弄的风貌特色。南北两楼之间的巷道长50米，宽2.5米，石板路面，与东楼相交并穿过过街楼到达河埠，巷内共有门户相对、格局一致的楼房26间，门面为二门二吊窗，两侧房屋以门梁的方木和圆木区分。2010年由嘉兴市政府迁出其中住户并修缮，现状长期空置。